# 花石乡 (广元市)
花石乡，是中华人民共和国四川省广元市朝天区曾经下辖的一个乡。2019年12月，撤销花石乡、东溪河镇，设立云雾山镇，以原花石乡和原东溪河镇所属行政区域为云雾山镇的行政区域。

## 行政区划
花石乡撤销前下辖以下地区：
盘龙村、金花村、花石村、哨楼村和梧桐村。